# Sean Kanan
Sean Perelman (Cleveland, Ohio; 2 de noviembre de 1966), más conocido como Sean Kanan, es un actor y escritor estadounidense. Es reconocido por haber interpretado a Mike Barnes en la película Karate Kid III y la serie Cobra Kai y a A. J. Quartermaine en la serie General Hospital, y por dar vida a Deacon Sharpe en la telenovela The Bold and the Beautiful y en The Young and the Restless.

## Carrera
En 1989 Kanan recibió su gran oportunidad de trabajo en la película Karate Kid III, donde dio vida a Mike Barnes, el rival y antagonista de la película. 
Al año siguiente, en 1990, apareció en la serie de televisión de Fox The Outsiders, como Gregg Parker.
En 1993 se unió al elenco principal de la telenovela General Hospital donde dio vida a Alan James "A. J." Quartermaine Jr., hasta 1997. Después de estar por casi 15 años alejado de la serie, regresó el 26 de octubre de 2012, cuando interpretó nuevamente a A. J., hasta el 29 de abril de 2014.
En 1999, Kanan se unió al elenco de la telenovela Sunset Beach donde interpretó a Jude Cavanaugh, hasta la cancelación de la telenovela más tarde ese mismo año. 
El 1 de octubre de 2000 se unió al elenco principal de la telenovela The Bold and the Beautiful, donde interpretó nuevamente a Deacon Sharpe, hasta el 22 de febrero de 2005. Luego, regresó a la serie el 13 de junio de 2014. Del 23 de junio de 2009 hasta el 30 de enero de 2012 interpretó a Deacon en la telenovela The Young and the Restless.
En 2022, Kanan volvería a interpretar a Mike Barnes en la quinta temporada de la serie Cobra Kai, ahora como aliado de los protagonistas. En 2024, volvería a aparecer en la sexta temporada.

## Vida privada
Es hijo de Dale y Michele Perelman.
El 26 de septiembre de 1999 se casó con Athena Ubach, pero la pareja se divorció en 2001.
En el 2001 comenzó a salir con la actriz Gladise Jiminez, la pareja le dio la bienvenida a su primera hija Simone Andrea Kanan ese mismo año, pero la relación terminó en el 2002.
En julio de 2012 Sean se casó con Michele Vega-Kanan. Kanan es padrastro de los cuatro hijos anteriores de su pareja.

## Filmografía

### Televisión
| Año                      | Título                     | Papel             | Notas                  |
| ------------------------ | -------------------------- | ----------------- | ---------------------- |
| 2009 - 2012              | The Young and the Restless | Deacon Sharpe     | 121 episodios          |
| 1993 - 1997, 2012 - 2014 | General Hospital           | A. J Quartermaine | 128 episodios          |
| 2000 - 2005, 2014        | The Bold and the Beautiful | Deacon Sharpe     | 650 episodios          |
| 1996                     | The Nanny                  | Mike McMullen     | Episodio 2 Temporada 4 |
| 2022                     | Cobra Kai                  | Mike Barnes       | Temporada 5            |

### Cine
| Año  | Título               | Papel         | Notas                              |
| ---- | -------------------- | ------------- | ---------------------------------- |
| 1989 | Karate Kid III       | Mike Barnes   | Junto a Ralph Macchio y Pat Morita |
| 1990 | The Outsiders        | Gregg Parker  |                                    |
| 1991 | Revenge of the Nerds | Todd Channing |                                    |
| 1991 | Rich Girl            | Jeffrey       |                                    |

## Premios y nominaciones
| Año  | Categoría                                                | Premio                  | Trabajo nominado           | Resultado |
| ---- | -------------------------------------------------------- | ----------------------- | -------------------------- | --------- |
| 2005 | Outstanding Supporting Actor                             | Soap Opera Digest Award | The Bold and the Beautiful | Nominado  |
| 2002 | America's Favorite Couple (junto a Katherine Kelly Lang) | Special Fan Award       | The Bold and the Beautiful | Nominados |
| 1997 | Best Supporting Actor in a Daytime Serial                | OFTA Television Award   | General Hospital           | Nominado  |
| 1994 | Outstanding Male Newcomer                                | Soap Opera Digest Award | General Hospital           | Nominado  |